# رمپیج (فیلم ۲۰۱۸)
رمپیج [هیاهو] (به انگلیسی: Rampage) یک فیلم اکشن ماجراجویی با درون مایه علمی-تخیلی به کارگردانی برد پیتون است که در سال ۲۰۱۸ منتشر شد.

## بازیگران
- دواین جانسون
- نائومی هریس
- مالین اکرمان
- جو منگنیلو
- جیک لیسی
- مارلی شلتن
- جفری دین مورگان

## خلاصه داستان
دیویس اوکویه (با نقش آفرینی دواین جانسون) مردی است که از مردم فاصله می‌گیرد، و پیوندی محرمانه دارد با جورج، یک گوریل نقره ای فوق‌العاده باهوش که از کودکی مراقب او بوده‌است. اما یک آزمایش ژنتیکی تبهکارانه این میمون با شخصیت را رفته رفته تبدیل به یک هیولای بزرگ می‌کند. اما این تازه شروع ماجراست و خیلی زود فاش می‌شود که موجودات تغییریافته دیگری هم وجود دارند. از آنجا که این هیولاهای تازه خلق شده در حال هجوم بردن به آمریکای شمالی هستند و هر چیزی که جلوی راهشان باشد را نابود می‌کنند، اوکی با یک مهندس ژنتیک بی‌اعتبار متحد می‌شود، تا به یک پادزهر برسند. او وارد جنگی بزرگ می‌شود تا نه تنها جلوی یک فاجعه جهانی را بگیرند، بلکه موجود ترسناکی که زمانی دوستش بود را نجات دهد …

## شرح داستان
ایستگاه فضایی آتنا-۱، متعلق به شرکت شرور دستکاری ژنتیکی انرجاین (Energyne)، پس از آنکه یک موش آزمایشگاهی جهش‌یافته در آن آشوب به‌پا می‌کند، نابود می‌شود. تنها بازماندهٔ خدمه، کری اتکینز، موفق می‌شود همراه با سه محفظهٔ حاوی عامل بیماری‌زا (بیمارگر) که کلر وایدن، مدیرعامل انرجاین، به او دستور داده بود بازیابی کند، در کپسول نجات فرار کند. اما کپسول در هنگام ورود به جو زمین متلاشی می‌شود و اتکینز کشته شده و لاشهٔ آن در سراسر ایالات متحده پراکنده می‌شود. یکی از محفظه‌ها توسط یک تمساح آمریکایی در مرداب‌های اِوِرگِلیدز فلوریدا بلعیده می‌شود و دیگری در جنگل‌های وایومینگ فرود می‌آید و یک گرگ در معرض بیمارگر قرار می‌گیرد.
دیویس اوکوی، نخستی‌شناس و سرباز پیشین نیروهای ویژه ارتش ایالات متحده که در یک واحد ضدشکار فعالیت می‌کند، در پارک سافاری باغ‌وحش سن‌دیگو کار می‌کند. او با یک گوریل دشتی غربی نادر با رنگ سفید به نام جرج دوست است؛ گوریلی که از شکارچیان غیرقانونی نجاتش داده بود؛ همان‌هایی که مادر جرج را کشته بودند. دیویس از طریق زبان اشاره با جرج ارتباط برقرار می‌کند. سومین محفظهٔ انرژاین در زیستگاه جرج سقوط می‌کند و او نیز به بیمارگر آلوده می‌شود.
با بزرگ‌تر شدن غیرعادی و تهاجمی‌تر شدن جرج، دیویس با دکتر کیت کالدول، مهندس ژنتیک تماس می‌گیرد. او توضیح می‌دهد که این بیمارگر توسط انرجاین برای بازنویسی گستردهٔ ژن‌ها ساخته شده است. او امیدوار بود که با بهره‌گیری از کریسپر راهی برای درمان بیماری‌ها بیابد، اما پی برد انرژاین قصد دارد از آن به‌عنوان سلاح زیستی استفاده کند. سپس به‌ناروا زندانی شد و در آن مدت، برادر بیمار و رو به مرگش نیز جان سپرد. جرج از اسارت فرار می‌کند و در پارک سافاری آشوب به‌پا می‌کند. هرچند آرام می‌شود، اما به‌زودی توسط تیمی دولتی به رهبری مأمور هاروی راسل دستگیر شده و با یک هواپیمای بوئینگ سی-۱۷ گلوب‌مستر ۳ انتقال می‌یابد. در همین زمان، کلر و برادرش برت تلاش یک تیم مزدور برای گرفتن گرگ جهش‌یافته، رالف، را زیر نظر دارند، اما کل تیم کشته می‌شود.
کلر، که مصمم است رالف را بگیرد و از جرج برای سرپوش گذاشتن بر توطئه‌اش استفاده کند، از فرستنده‌ای عظیم در بالای برج ویلیس استفاده می‌کند تا حیوانات را که به یک بسامد رادیویی خاص واکنش تهاجمی نشان می‌دهند، به شیکاگو بکشاند؛ بدون آنکه نگران جان مردم باشد. جرج با شنیدن صدا دیوانه می‌شود و هواپیما را ساقط می‌کند، هرچند دیویس، کیت و راسل با چتر نجات جان سالم به در می‌برند. جرج نیز از سقوط جان می‌برد و همراه رالف راهی شیکاگو می‌شود. دیویس و کیت نیز با کمک راسل، یک بالگرد نظامی یواچ-۶۰ بلک‌هاوک را می‌دزدند و به تعقیب آنان می‌پردازند.
وقتی به شهر می‌رسند، می‌بینند جرج و رالف در حال ویران کردن آن هستند و ارتش در مقابله با آن‌ها ناتوان است. اوضاع زمانی بدتر می‌شود که تمساح جهش‌یافته‌ای به نام لیزی نیز به آن دو می‌پیوندد. دیویس و کیت برای گرفتن پادزهر و بازگرداندن حیوانات به حالت عادی، به مقر انرجاین در برج نفوذ می‌کنند و چند شیشه پادزهر را برمی‌دارند، اما توسط خواهر و برادر وایدن گیر می‌افتند. کلر افشا می‌کند که پادزهر فقط تهاجم حیوانات را مهار می‌کند، نه اینکه آثار بیمارگر را کاملاً خنثی کند، و به دیویس شلیک می‌کند؛ اما او زنده می‌ماند. وقتی جرج به بالای برج می‌رسد، کلر به دیویس دستور می‌دهد حواسش را پرت کند و خود نیز کیت را با تهدید اسلحه گروگان می‌گیرد. کیت یکی از شیشه‌ها را در کیف دستی کلر می‌گذارد و او را به‌سوی جرج هل می‌دهد. جرج نیز او را با کیفش می‌بلعد و به شخصیت قبلی خود بازمی‌گردد. در پایین برج، راسل اسناد افشاگرانه را از برت می‌گیرد و برت نیز زیر آوار کشته می‌شود. با فروریختن برج آسیب‌دیده، دیویس و کیت با فرود اضطراری بالگرد بر روی ساختمان فدرال کلوچینسکی جان سالم به در می‌برند.
دیویس می‌ماند تا به جرج در شکست دادن دیگر حیوانات کمک کند، و کیت و راسل برای جلوگیری از استفاده ارتش از بمب موآب (جی‌بی‌یو-۴۳/بی) شتاب می‌گیرند. جرج با رالف و لیزی می‌جنگد. دیویس رالف را فریب می‌دهد تا به سمت لیزی برود. لیزی با گاز گرفتن سر رالف او را می‌کشد و سپس دیویس را تعقیب می‌کند. جرج به‌موقع مداخله می‌کند و دیویس سوار بر یک بالگرد آپاچی ای‌اچ-۶۴ سقوط‌کرده، با تیربار و موشک به لیزی حمله می‌کند، اما لیزی آسیبی نمی‌بیند. لیزی بالگرد را نابود می‌کند و دیویس را تا ساختمانی تعقیب می‌کند. پیش از آنکه او را بکشد، جرج با یک میل‌گرد که نزدیک بود خودش را سوراخ کند، چشم لیزی را می‌شکافد و او را می‌کشد. با پایان تهدید، حملهٔ هوایی لغو می‌شود و دیویس با یارانش برای کمک به نجات غیرنظامیان می‌شتابد.